# Claudia Jennings
Claudia Jennings, nata Mary Eileen Chesterton (Saint Paul, 20 dicembre 1949 – Malibù, 3 ottobre 1979), è stata una modella e attrice statunitense.

## Biografia
Nata in Minnesota, ha vissuto in Illinois.
Ha posato per il periodico Playboy nel 1969. È stata nominata dalla stessa rivista come Playmate dell'anno nel 1970.
In seguito è divenuta attrice di film d'exploitation e in televisione.
Nel 1979 è deceduta in un incidente automobilistico sulla California State Route 1 vicino a Malibù a soli 29 anni.

## Filmografia parziale

### Cinema
- La macchina dell'amore (The Love Machine), regia di Jack Haley Jr. (1971)
- La matrigna (The Stepmother), regia di Howard L. Avedis (1972)
- Una ragazza violenta (The Unholy Rollers), regia di Vernon Zimmerman (1972)
- Matrimonio di gruppo (Group Marriage), regia di Stephanie Rothman (1973)
- La signora a 40 carati (Forty Carats), regia di Milton Katselas (1973)
- Stazione di servizio (Truck Stop Women), regia di Mark L. Lester (1974)
- The Single Girls, regia di Beverly Sebastian e Ferd Sebastian (1974)
- 'Gator Bait, regia di Beverly Sebastian e Ferd Sebastian (1974)
- L'uomo che cadde sulla Terra (The Man Who Fell to Earth), regia di Nicolas Roeg (1976)
- Blu dinamite (The Great Texas Dynamite Chase), regia di Michael Pressman (1976)
- Sisters of Death, regia di Joseph Mazzuca (1977)
- Sciacalli si muore (Moonshine County Express), regia di Gus Trikonis (1977)
- I gladiatori dell'anno 3000 (Deathsport), regia di Allan Arkush e Nicholas Niciphor (1978)
- Veloci di mestiere (Fast Company), regia di David Cronenberg (1979)

### Televisione
- La famiglia Brady (The Brady Bunch) – serie TV, 1 episodio (1973)
- F.B.I (The F.B.I.) – serie TV, episodio 9x19 (1974)
- Cannon – serie TV, 2 episodi (1974)
- Il cacciatore (The Manhunter) – serie TV, 1 episodio (1975)
- Le strade di San Francisco (The Streets of San Francisco) – serie TV, episodio 4x18 (1976)
- 240-Robert – serie TV, 1 episodio (1979)